# Parafia Matki Boskiej Częstochowskiej w Tuchlinie
Parafia Matki Boskiej Częstochowskiej w Tuchlinie – rzymskokatolicka parafia w Tuchlinie. Należy do dekanatu sierakowickiego znajdującego się w diecezji pelplińskiej. Erygowana w 1982 roku.
Parafia obchodzi również odpust św. Apostołów Piotra i Pawła. Jej proboszczem jest ks. Jarosław Dunajski.

## Obszar parafii
Do parafii należą wsie: Karłowo, Kujaty, Łąki, Moczydło, Podjazy, Rębienica, Tuchlinek, Tuchlino, Uciekanka, Zrębiska.